# مسجد الشيخ علي (بغداد)
مسجد الشيخ علي من مساجد العراق التراثية الأثرية القديمة التي بنيت في عهد الدولة العثمانية، ويقع في شارع حيفا بمنطقة الشيخ علي في جانب الكرخ من بغداد، وعمرته وزارة الأوقاف والشؤون الدينية وجددت بناؤهُ في عام 1399هـ/1979م، ويحتوي المسجد على مصلى يتسع لأكثر من 150 مصل، وتبلغ مساحته الإجمالية 400م2 تقريباً، وتقام فيهِ حالياً الصلوات الخمسة، والمسجد مستلم من قبل ديوان الوقف السني وحالتهُ مضبوطة.